# A978 road
Die A978 road ist eine A-Straße in Schottland. Sie ist Teil eines Rings um die Innenstadt von Aberdeen.

## Verlauf
Am Nordende geht die A978 an einem Kreisverkehr entlang der A956 in westlicher Richtung ab. Als St Machar Drive führt sie durch den Stadtteil Old Aberdeen vorbei an der Universität Aberdeen. An einem Kreisverkehr kreuzt die A978 die A96 (Inverness–Aberdeen) und führt zunächst als Leslie Road, dann als Hilton Road in südwestlicher Richtung bis zur Einmündung der A9012. Als Westburn Drive verläuft die A978 nach Süden, nimmt die A9011 auf und kreuzt die A944 (Alford–Aberdeen). Die B893 und B9119 kreuzend, dreht der Straßenverlauf zunehmend nach Südosten ab. Nach einer Gesamtlänge von 4,6 km endet die A978 schließlich mit ihrer Einmündung in die Union Street.

## Umgebung
Entlang der Straße befinden sich drei Bauwerke aus der höchsten schottischen Denkmalkategorie A. Das aus dem Jahre 1788 stammende Old Aberdeen Town House befindet sich inmitten der universitären Gebäude am St Machar Drive. Bei Westburn House handelt es sich um ein Herrenhaus aus den 1830er Jahren. Es liegt inmitten des Westburn Parks, einer von sechs Parkanlagen im Zentrum Aberdeens, welcher an die A978 grenzt. Auf der gegenüberliegenden Seite liegt mit dem Victoria Park der älteste Park im Stadtteil Rosemount. Inmitten der Anlage befindet sich ein aus Granit gefertigter Brunnen mit oktogonalem Grundriss. Er gehört zu den frühesten Werken John Bridgeford Piries. Mit der Union Street endet die A978 an einer der bedeutendsten Einkaufsstraßen Aberdeens.